# Trachymyrmex urichii
Trachymyrmex urichii is een mierensoort uit de onderfamilie van de Myrmicinae. De wetenschappelijke naam van de soort is voor het eerst geldig gepubliceerd in 1893 door Forel.